# Lengua artística
Una lengua artística o lengua alternativa es un idioma artificial o ideo lengua que ha sido inventado como un acto creativo por el autor[cita requerida], generalmente para disfrutar del placer estético del resultado. En el sentido más amplio del término, una lengua artística es cualquier idioma artificial que no tiene un propósito definido como tal o motivada por la experimentación de teorías socio-lingüísticas (ver lengua filosófica y lengua lógica). 
Las lenguas artísticas a menudo tienen una gramática flexible, al igual que una lengua natural. La mayoría están diseñadas teniendo como contexto un universo de ficción, como la Tierra Media de J. R. R. Tolkien o Almea de Mark Rosenfelder. Otras representan lenguas minoritarias en un mundo que no es manifiestamente diferente del mundo real o no tienen un contexto de ficción asignado.
Hay diferentes escuelas en la creación de lenguas artísticas. La más importante es la escuela naturalista, que trata de imitar la complejidad y la historicidad de las lenguas naturales. Otras no intentan imitar la evolución natural de las lenguas, sino que siguen un estilo más abstracto.

## Clasificación
Existen distintas lenguas construidas que pueden ser etiquetadas como "artísticas". Estas se clasifican en diferentes grupos en función de su fin. Las lenguas filosóficas coinciden con las lenguas artísticas en que derivan de un principio común. 

## Lenguas ficticias
Bajo esta clasificación se encuentran la mayoría de las lenguas artísticas. Las lenguas ficticias están diseñadas para incorporarse a un lugar o (universo) de ficción. Generalmente son ideadas con la intención de dar más credibilidad a la historia.
Existen dos categorías en las que se pueden agrupar las lenguas ficticias:
- Lenguas de ficción profesionales: Son lenguas concebidas para ser empleadas en libros, películas, programas de televisión, videojuegos, cómics, juguetes y composiciones musicales. Las lenguas de ficción profesionales más populares probablemente sean el idioma klingon de Star Trek, el idioma na'vi de Avatar, y la gran variedad de lenguas construidas por J.R.R. Tolkien, ambientadas cada una en su amplio y complejo universo de ficción.
- Lenguas de ficción basadas en Internet: Son lenguas que surgen en Internet junto a sus respectivos "mundos de ficción". Por ejemplo, el idioma verduriano, que fue inventado por el estadounidense Mark Rosenfelder. Verduriano es una parte del mundo construido de Almea y es hablado por los habitantes del país de Verduria, el centro económico y cultural de Palmea.

### Lenguas alternativas
Las lenguas alternativas especulan sobre una historia contrafactual e intentan reconstruir cómo habría evolucionado una familia de lenguas naturales si los acontecimientos hubieran transcurrido de manera distinta. La lengua que habría evolucionado es seguida paso a paso en su evolución, para llegar a su forma definitiva. Normalmente se basa en el vocabulario básico de una lengua y en la fonología de otras.
Dentro de esta categoría, la lengua más conocida es brithenig, que despertó el interés de muchos internautas interesados en el diseño de lenguas alternativas históricas, como el wenedyk. El brithenig empezó como un experimento para estudiar la evolución de una lengua romance que hubiera triunfado si el latín hubiera desplazado a las antiguas lenguas celtas que se hablaban en Reino Unido. El resultado es una lengua hermana del francés, el español y el italiano, aunque con la diferencia de poseer los cambios fonológicos similares a los que afectan a lenguas como el galés, y palabras prestadas del Antiguo Celta y del inglés a lo largo de su historia ficticia.

### Lenguas de micronaciones
Una lenguas de una micronación es una lengua creada exclusivamente para ser habladas en una micronación determinada. El hecho de que los ciudadanos de una micronación tengan que participar aprendiendo una lengua es una cuestión tan importante como la acuñación de monedas y sellos o su participación en el gobierno.
Los miembros de estas micronaciones se reúnen y hablan la lengua que han aprendido cuando participan en reuniones. Ellos acuñan nuevos términos y construcciones gramaticales cuando lo consideren necesario. El talossan, creado en Talossa por R. Ben Madison, es el ejemplo más conocido de una lengua de una micronación.

### Lengua personal
El término lengua personal se refiere a aquellas lenguas creadas en última instancia para el disfrute personal. No hay nadie que la hable, exceptuando a su creador. Una lengua personal puede ser inventada con el propósito de elaborar una lengua bella, para expresarse, como un ejercicio para comprender los principios lingüísticos, o quizás como un intento de crear una lengua con una diversidad de verbos y fonemas extremas. Las lenguas personales tienden a tener una vida útil corta y, a menudo, surgen en Internet, donde se analizan en los foros de discusión (aspecto que comparten con las lenguas de ficción basadas en Internet). La mayoría son inventadas por personas que diseñan estas lenguas. Sin embargo, unas pocas lenguas personales se utilizan con frecuencia y largo plazo por sus creadores (p. ej., para escribir un diario personal). Un ejemplo literario del uso de una lengua personal encontramos en la obra La saga/fuga de J. B. de Gonzalo Torrente Ballester, cuyo protagonista José Bastida suele escribir poesía en un idioma críptico personal.

### Lengua experimental
Algunos lingüistas diseñan lenguas basadas en una filosofía o un experimento, como láadan (feminismo) o toki pona (filosofía taoísta). Estas son a menudo reflexiones sobre la hipótesis de Sapir-Whorf para comprobar si una persona piensa de manera diferente después de haber aprendido una nueva lengua. Las lenguas de esta categoría guardan cierta relación con las lenguas lógicas.

### Lenguas humorísticas
El término lengua humorística (o jokelang en inglés) se aplica a las lenguas artificiales creadas como parodia. Pueden ser lenguas destinadas simplemente a tener una pronunciación graciosa o a realizar algún tipo de sátira sobre algún aspecto de las lenguas artificiales. 
Algunas lenguas humorísticas famosas son:
- Europanto (mezcla de EUROPA y esperaNTO) - un sabir creado a partir de diversas lenguas europeas.
- Transpiranto - una caricatura del esperanto.
- Oou (enlace roto disponible en Internet Archive; véase el historial, la primera versión y la última). – una lengua deliberadamente ambigua y polisémica, cuyo sistema de escritura consiste únicamente en símbolos de puntuación y cuyos fonemas son las vocales.
- DiLingo – una lengua humorística que rima.
- Inflationary Language – una lengua inventada por Victor Borge.

## SagaSupermán
- Idioma krypton

## SagaStar Trek
- Idioma klingon

## SagaStar Wars
- Anexo:Idiomas en Star Wars
  - Básico Galáctico

## Lenguas construidas por J.R.R. Tolkien
El filólogo y escritor inglés J. R. R. Tolkien creó varias lenguas construidas, la mayoría relacionadas con su mundo ficticio de la Tierra Media. Inventar idiomas, algo que él llamaba glosopoeia (en paralelo a su idea de mitopoeia o «creación de mitos»), fue una tarea de toda la vida para Tolkien, que comenzó en su adolescencia.
El Quenya: un dialecto utilizado por los Maiars y los elfos de Valinor.
El Sindarin: es el lenguaje de los elfos más utilizado en la saga.
El Khuzdûl: la lengua de los enanos.
El Black Speech: es el que hablan los seguidores de Sauron.
Oestron o lengua común es una lengua artificial ficticia construida por J. R. R. Tolkien. Es la lengua más extendida de la Tierra Media durante la Tercera Edad.

### SagaEl Señor de los Anillos
- Sindarin

### SagaEl hobbit
- Oestron

## SagaAvatar
- Idioma na'vi

## SagaJuego de Tronos
- Idioma dothraki
- Lenguas valyrias
  - Alto Valyrio

## SagaMinions
- Minionés

## SagaHarry Potter
- Idioma Pársel

## El quinto elemento
- Mondoshawan